# Hans Dijkstal
Henri Frans (Hans) Dijkstal (Port Said (Egypte), 28 februari 1943 – Wassenaar, 9 mei 2010) was een Nederlands politicus van de Volkspartij voor Vrijheid en Democratie (VVD). Dijkstal was partijleider van de VVD van 1998 tot 2002 en was lijsttrekker voor de Tweede Kamerverkiezingen van 2002. Hij was lid van de Tweede Kamer 1982 tot 1994 en minister van Binnenlandse Zaken en vicepremier in het Kabinet-Kok I van 1994 tot 1998 en fractievoorzitter van de VVD in de Tweede Kamer van 1998 tot 2002.

## Levensloop
Dijkstal werd geboren in Egypte, waar zijn vader en grootvader in de scheepvaart werkten. Hij groeide op in grote huizen met bedienden. Tot zijn komst naar Nederland op zijn vijfde sprak hij vloeiend Arabisch. Hij studeerde van 1961 tot 1964 Nederlands Recht aan de Universiteit van Amsterdam, maar maakte zijn studie niet af. Van 1965 tot 1967 was Dijkstal officier bij de verkeersleiding van de Koninklijke Luchtmacht. Van 1967 tot 1982 werkte hij als docent managementtraining en zelfstandig financieel adviseur.
De politicus hield van jazz. Hij speelde zelf saxofoon en trad regelmatig op met bands. Voor het Financieele Dagblad was hij recensent en hij maakte vanaf 1998 tien jaar lang op zondagmiddag het programma Off the Record voor het landelijke radiostation de Concertzender.

## Politieke carrière

### Gemeenteraad en wethouder Wassenaar
Zijn politieke carrière begon in 1974 in de gemeenteraad van Wassenaar. Daarvan bleef hij lid tot 1986. Van 1978 tot 1983 was Dijkstal ook wethouder. In die periode had hij samen met de lokale afdelingen van D66 en de PvdA al zitting in een "paars" college.

### Tweede Kamerlid
In 1982 kwam Dijkstal - inmiddels getrouwd en vader van twee dochters en een (overleden) zoontje - in de Tweede Kamer. In 1986 werd hij niet direct gekozen, maar hij schoof door toen een aantal Kamerleden doorschoof naar het Kabinet-Lubbers II. In 1990 werd hij benoemd tot vice-voorzitter van de VVD-fractie. Voor de VVD was hij onder andere woordvoerder minderheden, politie, criminaliteitsbestrijding, sport, cultuur en welzijn.
Als Kamerlid was hij samen met de Kamerleden Paul Rosenmöller (GroenLinks) en Louise Groenman (D66) verantwoordelijk voor de totstandkoming van de Wet Bevordering Evenredige Arbeidsdeelname. Deze wet verplicht werkgevers met meer dan 35 werknemers te streven naar een betere vertegenwoordiging van allochtonen in hun personeelsbestand.
In 1994 diende Dijkstal tijdens het tweede IRT-debat een motie in, waarin werd uitgesproken dat de ministers Van Thijn en Hirsch Ballin zich niet langer mochten bemoeien met de vormgeving en aansturing van IRT's. Deze motie werd aangenomen en dat was voor beide ministers reden om af te treden.

### Minister van Binnenlandse Zaken
Dijkstal stond aan de basis van het eerste paarse kabinet. In aanloop naar de verkiezingen overlegde hij in het geheim regelmatig met prominente PvdA'ers. In het Kabinet-Kok I, van 1994 - 1998, was hij vice-premier en tevens Minister van Binnenlandse Zaken. De bijnaam van Dijkstal was het oliemannetje, omdat hij er vaak in slaagde compromissen te sluiten tussen de VVD'ers en de PvdA'ers in het eerste Paarse kabinet.
Als minister maakte hij overigens geen grote indruk.
Als minister kwam hij in 1995 met een wet om huisvesting van asielzoekers in bepaalde mate te waarborgen. In 1997 schreef hij samen met Winnie Sorgdrager, minister van Justitie, de nota Criminaliteit in relatie tot integratie van etnische minderheden. Criminaliteit onder Marokkaanse, Turkse, Antilliaanse en Surinaamse jongeren moest op alle fronten worden aangepakt. Het bestrijden van schooluitval en zorgen voor een betere aansluiting op de arbeidsmarkt stonden voorop. In 1998 bracht hij de Wet inburgering nieuwkomers tot stand, die immigranten verplicht zich voor inburgering in te spannen en van gemeenten eist hen daartoe in staat te stellen.

### Fractievoorzitter en lijsttrekker
In 1998 volgde Dijkstal Frits Bolkestein op als fractievoorzitter. Hij stak eerst veel tijd in het smeden van een team van de fractie waar relatief veel nieuwe leden in zaten. Op het gebied van integratie stond hij een gematigder beleid voor dan zijn voorganger Bolkestein.
Dijkstal werd gekozen als lijsttrekker in aanloop naar de verkiezingen van 2002. Hij leek een serieuze kandidaat voor het premierschap, omdat de VVD het goed deed in de peilingen. In aanloop naar de verkiezingen gooide Pim Fortuyn roet in het eten. Bij een beroemd geworden televisiedebat op 6 maart 2002, de avond van de gemeenteraadsverkiezingen, kwam zowel Hans Dijkstal als PvdA-lijsttrekker Ad Melkert niet goed uit de verf. In de week daarna werd zijn positie binnen de VVD openlijk in twijfel getrokken. Partijvoorzitter Bas Eenhoorn vond dat Dijkstal duidelijkere taal moest spreken, namelijk jip-en-janneketaal. Het kwam echter niet meer goed met de VVD, zeker niet nadat Fortuyn op 6 mei 2002 werd vermoord. Bij de verkiezingen daalde de partij van 38 naar 24 zetels. Ondanks het verlies kon de partij zitting nemen in een kabinet met het CDA en de LPF, maar Dijkstal was te beschadigd om daarin zitting te nemen. Hij werd opgevolgd als fractievoorzitter door Gerrit Zalm. Dijkstal verliet in augustus 2002 de Kamer.

## Post-politieke jaren

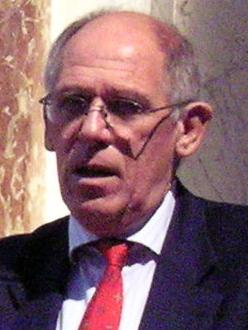
H.F. Dijkstal (2006)

In zijn post-actieve jaren nam Dijkstal steeds meer afstand van de koers van de VVD inzake integratie van allochtonen en populisme. In 2006 was hij een van de initiatiefnemers van het manifest Eén land, één samenleving, waarin oud-politici van verschillende partijen pleitten voor tolerantie.
Vanaf maart 2003 was hij voorzitter van het bestuur van het Nederlands Fonds voor de Film en Holland Film. Op 10 juli 2007 werd het gehele bestuur gedwongen op te stappen. Voorzitter Hans Dijkstal en drie leden werden niet herbenoemd, de overige twee leden namen ontslag. Tussen het ministerie van Onderwijs, Cultuur en Wetenschap en het Nederlands Fonds voor de Film was een conflict ontstaan over de bestuursstructuur van het Fonds.
Hans Dijkstal overleed op 9 mei 2010 na een langdurig ziekbed aan de gevolgen van botkanker; hij werd 67 jaar.